# 柳桥镇 (内江市)
柳桥镇，原为柳桥乡，是中华人民共和国四川省内江市东兴区曾经下辖的一个镇。2019年12月，撤销柳桥镇，将其所属行政区域划归田家镇管辖。

## 行政区划
柳桥镇撤销前下辖以下地区：
杨柳社区、杨柳村、白果村、斑竹村、龙桥村、五庙村、龟山村、双坝村、余家湾村、涂大山村、大夫村、牛厂村、回南村、长桥村、楠木村、太平寺村和林坡村。